# Dương Giáp
Dương Giáp (chữ Hán: 陽甲, trị vì: 1408 TCN - 1402 TCN), tên thật Tử Hòa (子和) là vua thứ 18 nhà Thương trong lịch sử Trung Quốc.

## Thân thế
Dương Giáp là con của Tổ Đinh (祖丁) - vua thứ 16 nhà Thương và là cháu của Nam Canh (南庚) - vua thứ 17 nhà Thương. Khoảng năm 1409 TCN, Nam Canh qua đời, Dương Giáp lên nối ngôi.

## Trị vì
Sử ký Tư Mã Thiên có đề cập đến việc biến loạn trong cung đình nhà Thương trong việc truyền ngôi giữa các anh em Trọng Đinh và con cháu họ. Việc tranh chấp kéo dài trong 9 đời vua mà sử sách không nêu chi tiết. Việc tranh chấp này dẫn tới sự bất phục tùng của các chư hầu. Tới thời Dương Giáp, biến loạn mới chấm dứt.
Trong năm thứ ba sau khi lên ngôi, ông phái quân tấn công tộc Đan Sơn (丹山). Khoảng năm 1402 TCN, ông qua đời, ở ngôi tất cả bảy năm (có tài liệu ghi là 17 năm). Em ông là Bàn Canh (盘庚) lên nối ngôi .
Giáp cốt văn khai quật tại Ân Khư ghi ông là vua thứ 17 của nhà Thương, tên hiệu sau khi chết là Tượng Giáp (象甲) .